# FC Mengen
Der Fußball-Club Mengen 1919 e.V. ist ein deutscher Fußballverein mit Sitz in der baden-württembergischen Stadt Mengen im Landkreis Sigmaringen.

## Geschichte

### Gründung bis Zweiter Weltkrieg
Der Verein wurde nach dem Ende des Ersten Weltkriegs am 16. Juni 1919 gegründet. Ab der Saison 1920/21 nahm die Mannschaft dann erstmals am Spielbetrieb des Süddeutschen Fußball-Verbandes teil. Sofort in der ersten Saison gelang die Meisterschaft in der C-Klasse sowie eine weitere Spielzeit später auch die Meisterschaft in der B-Klasse. Damit gelang es dem Verein im Jahr 1923 in die A-Klasse aufzusteigen. Dort spielte der Verein eine gute Rolle und erreicht im Jahr 1931 als A-Klassenmeister sogar die Kreisliga. Nach der Machtergreifung der Nationalsozialisten wurde die Ligenstruktur erneuert und der Verein in die drittklassige 1. Kreisklasse gesetzt. Im Jahr 1934 gelang hier schließlich die Meisterschaft und damit der Aufstieg in die zweitklassige Bezirksliga.
Gleich im ersten Jahr gelang hier hinter dem VfB Friedrichshafen der zweite Tabellenplatz. Die Krönung in dieser Zeit bildete die Saison 1935/36, in welcher die Mannschaft als Meister der Bezirksliga Oberschwaben an der Aufstiegsrunde zur Gauliga Württemberg am Ende der Spielzeit teilnehmen durfte. Mit 7:13 Punkten gelang es der Mannschaft, sich auf dem vierten Platz vor Trossingen und Nürtingen zu platzieren, für einen Aufstieg reichte es jedoch nicht. Danach reichte es nur noch für Plätze im Mittelfeld der Tabelle. Nach dem Ausbruch des Zweiten Weltkriegs wurde die Mannschaft weiter geschwächt und musste so schließlich auch absteigen. Zwar wurde innerhalb des Kreises noch ein Spielbetrieb weiter geführt, jedoch wurde dieser im Laufe des Krieges auch eingestellt.

### Nachkriegszeit
Nach dem Ende des Krieges musste der Verein im Jahr 1947 aufgelöst werden, da Mengen aufgrund seiner Einwohnerzahl keine zwei Sportvereine erlaubte. Somit entstand der Sportverein Mengen, in welchem die Fußball-Abteilung jedoch fast eigenständig agierte. In dieser Zeit nahm die Mannschaft auch an der ersten Saison der Landesliga Südwürttemberg teil. Über die Platzierung in der Saison 1946/47 ist nichts mehr bekannt. Die Folgesaison endete mit 12:24 Punkten in der Gruppe Süd jedoch auf dem neunten Platz, womit der Verein wieder absteigen musste.
Im Jahr 1950 wurde der Verein schließlich unter dem alten Namen neu gegründet. Sportlich ging es aber weiter bergab, da die verbliebenen Spieler nach und nach ausschieden und es noch keine Möglichkeiten gab Spieler aus der Jugend einzusetzen. Somit ging es dann auch aus der neu eingeführten 2. Amateurliga runter in die A-Klasse. Durch die erstarkte Jugend gelang es wieder, eine starke Mannschaft zusammenzubekommen. Mit dieser gelang nun auch der Wiederaufstieg in die 2. Amateurliga, nach der Spielzeit 1956/57. Nach einer guten ersten Saison in der neuen Liga, konnte die Klasse in der Saison 1958/59 dann jedoch nicht mehr gehalten werden und es ging wieder zurück in die A-Klasse. Hier sollte es jedoch nicht lange dauern und bereits 1960 gelang die Rückkehr in die 2. Amateurliga. Die Spielzeit 1961/62 konnte dann gar auf dem zweiten Platz abgeschlossen werden. Durch den 12. Platz nach der Spielzeit 1964/65 hätte es dann zwar für den Klassenerhalt gereicht, bedingt durch die punktgleichen Vereine aus Weißenau und Saulgau waren so Entscheidungsspiele über den Klassenerhalt nötig. Da beide verloren gingen, musste der FC wieder in die A-Klasse absteigen.

### 1980er bis 1990er Jahre
Der Aufstieg aus der Bezirksliga sollte im Jahr 1982 noch nicht klappen, dies wurde dann in der Saison 1982/83 nachgeholt und die Mannschaft stieg mit neun Punkten Vorsprung in die Landesliga auf. Die erste Spielzeit konnte dann auf dem neunten Platz abgeschlossen werden. Nachdem die Mannschaft durch die Landesliga auch für den Württembergischen Pokal qualifiziert war, konnte die Mannschaft auch hier einige Erfolge erzielen und schied erst im Achtelfinale aus. Im Jahr 1985 stieg der Verein überraschend dann jedoch nach zwei Jahren aus der Landesliga ab.
In der Landesliga konnte die Mannschaft sich dann aber halten. brauchte jedoch einiges an Zeit um erneut aufzusteigen. Erst kurz vor dem Ende der Spielzeit 1991/92 stand der FCM als Aufsteiger in die Landesliga fest. In dieser sollte es aber ebenso nicht leicht werden, erst am letzten Spieltag der Folgesaison konnte sich die Mannschaft den Klassenerhalt sichern. Die Saison 1993/94 sollte nach einem guten Start mit sieben Punkten dann jedoch desaströs enden. Für den Rest der Saison konnte kein weiteres Spiel gewonnen werden, womit der Verein am Saisonende sang- und klanglos über den letzten Platz mit 7:53 Punkten wieder absteigen musste. Das Ende der 1990er Jahre wurde dann mit dem Ende der Saison 1996/97 eingeläutet, als die Mannschaft sogar in die Kreisliga A absteigen musste.

### Heutige Zeit
In den folgenden Jahren verblieb der Verein dann auch in der Kreisliga A. Nach der Spielzeit 2009/10 gelang mit 51 Punkten über den zweiten Platz die Teilnahme an der Aufstiegsrelegation für die Bezirksliga Donau. Dort unterlag die Mannschaft in der ersten Runde jedoch gleich der SG Hettingen/Inneringen mit 3:2. Eine Saison später gelang als Meister mit 79 Punkten dann aber auch der direkte Aufstieg. Damit spielte der Verein nach gut 15 Jahren erstmals wieder in der Bezirksliga. Hier konnte sich die Mannschaft stets im Mittelfeld positionieren und es gelang hin und wieder ein Ausreißer in die ersten drei. Nach einigen Spielzeiten auf den Topplatzierungen der Liga gelang schließlich nach der Saison 2017/18 mit 80 Punkten und damit 20 Punkten Vorsprung auf die Sportfreunde Hundersingen auf dem zweiten Platz der Aufstieg zurück in die Landesliga. In dieser Liga spielt der Verein auch noch bis heute.

## Bekannte Fußballspieler
- Fabian Gerster (* 1986), Spieler in der Jugend und später u. a. bei den Stuttgarter Kickers